# Джручи
Монастырь Джручи (груз. ჯრუჭის მონასტერი) — ныне не существующий монастырь Грузинской православной церкви, расположенный в Сачхерском муниципалитете Грузии на западе Имеретии.
Основанный в X или XI веке, монастырь несколько раз перестраивался, пока не приобрёл свой окончательный вид к 1846 году. Церковь была почти полностью разрушена во время землетрясения в Раче в 1991 году, только часть её стены осталась стоять среди обломков. В 2007 году монастырь был включён в список недвижимых культурных памятников национального значения Грузии.

## История
Церковь Джручи стоит верховьях реки Джручула, правобережного притока реки Квирила, недалеко от современного села Цхомарети Сачхерского муниципалитета, на исторической границе между регионами Имеретия и Рача. Когда именно была построена церковь, неизвестно. Эпиграфический анализ сохранившихся церковных надписей, а также стиля скульптурных архитектурных элементов позволяет предположить, что наиболее вероятным временем её постройки является IX—X или XI век. В XVI—XVII веках церковь перешла во владение Церетели, одного из наиболее влиятельных княжеских родов Имеретинского царства, которые, вероятно, приобрели её у Палавандишвили. К тому времени церковь, изначально трехнефная базилика, была перестроена в купольное здание. В 1730-х годах эриставы Рачи отобрали Джручи у Церетели и превратили монастырь в военную крепость. Где-то между 1753 и 1763 годами царь Имеретии Соломон I лишил эристава Рачи его нового владения, восстановил монастырь и вернул его Церетели. Церковь была существенно реконструирована и расширена между 1804 и 1843 годами митрополитом Давидом (Церетели) в течение его длительного пребывания на различных церковных должностях в западной Грузии.
В монастыре Джручи было много ценных церковных предметов, как местного производства, так и привезённых из других регионов Грузии. Среди них, в частности, две иллюстрированные рукописи Евангельских книг: Джручи I, датированная 936 годом, и Джручи II, датированная концом XII века.
При советской власти монастырь был упразднён, а его древности были вывезены на хранение в музеи Кутаиси и Тбилиси. Церковь, оставленная в неиспользованном и аварийном состоянии, сильно пострадала от дождей и влаги. В апреле 1991 года она была разрушена сильным землетрясением. Время от времени на руинах проводились церковные службы, территория была очищена от мусора. В 2018 году появился полномасштабный проект восстановления.